# Careproctus steini
Careproctus steini är en fiskart som beskrevs av Anatoly Petrovich Andriashev och Prirodina, 1990. Careproctus steini ingår i släktet Careproctus och familjen Liparidae. Inga underarter finns listade.